# Gundermann
Pour plus de détails, voir Fiche technique et Distribution.
Gundermann est un film biographique allemand réalisé par Andreas Dresen sur un scénario écrit par Laila Stieler et sorti en 2018.  
Le sujet du film est l'auteur-compositeur Gerhard Gundermann dont le personnage est interprété par Alexander Scheer. 
Le film, sorti le 23 août 2018 dans les salles allemandes, a été le film le plus titré aux German Film Award 2019, étant récompensé de six prix, dont celui du meilleur long métrage, du meilleur réalisateur et du meilleur acteur.

## Synopsis
Le jour, « Gundi » manie sa pelleteuse géante dans un paysage lunaire : la mine d’extraction de charbon à ciel ouvert, où il est employé. Le soir, c’est un chanteur populaire qui sur scène, grâce à ses compositions qui vont droit au cœur, n’hésite pas à être acerbe vis-à-vis des instances de son pays, la RDA, tout en se voulant un fervent socialiste. C’est tout le paradoxe de « Gundi » : il est à la fois héros et antihéros, rebelle et informateur de la Stasi, père de famille exemplaire et bourreau de travail obsédé par l’authenticité de son œuvre.

## Fiche technique
- Titre original : Gundermann
- Réalisation : Andreas Dresen
- Scénario : Laila Stieler
- Photographie : Andreas Höfer
- Montage : Jörg Hauschild
- Musique : Jens Quandt, Gerhard Gundermann
- Pays d'origine : Allemagne
- Langue originale : allemand
- Format : couleur
- Genre : biographique
- Durée : 127 minutes
- Dates de sortie : 
  - Allemagne : 19 août 2018 (Hoyerswerda, première)
  - Allemagne : 23 août 2018
  - Belgique : 7 septembre 2019 (Festival du film d'Ostende)

## Distribution
- Bjarne Mädel : secrétaire du parti
- Milan Peschel : Volker
- Peter Schneider (de) : Helmut
- Alexander Scheer (VF : Christophe Lemoine) : Gerhard Gundermann
- Thorsten Merten : marionnettiste
- Axel Prahl : officier
- Leni Wesselman : jeune infirmière
- Alexander Hörbe : employé de Gauck-Behörde
- Kathrin Angerer : Irene
- Peter Rappenglück : Hamacher
- Anna Unterberger : Conny Gundermann
- Alexander Schubert : gestionnaire de la mine
- Georg Arms : Gundi jeune
- Peter Sodann : vétéran
- Hilmar Eichhorn : Werner Walde
- Christian Skibinski : habitant de Budapest
- Benjamin Kramme : Wenni
- Eva Weißenborn : Helga
- Andrea Brose : infirmière Hoyerswerda
- Steffen Lehmann : Andy
- Marlene Marszok : Linda
- Mandy M. Haupert : spectatrice au concert (non créditée)

## Production

### Tournage
Le film a été tourné à Gelsenkirchen (Rhénanie-du-Nord-Westphalie), Dessau	(Saxe-Anhalt), Ferropolis (Saxe-Anhalt) et Mühlrose (de) (Basse-Saxe).

## Distinctions
- 2018 : Gilde-Filmpreis : Meilleur film (national)[1]
- 2018 : Prix du film Günter Rohrbach : prix du meilleur acteur pour Alexander Scheer
- 2018 : Prix du film bavarois du meilleur acteur principal pour Alexander Scheer[2]
- 2019 : Deutscher Filmpreis 2019 :  
  - Prix obtenus (dans six catégories) :  
    - meilleur long métrage,
    - meilleur réalisateur (Andreas Dresen),
    - meilleur scénario (Laila Stieler),
    - meilleur acteur (Alexander Scheer),
    - meilleur décor (Susanne Hopf),
    - meilleure conception de costumes (Sabine Greunig).

  - Nominations :   
    - meilleur second rôle féminin (Eva Weißenborn),
    - meilleure photo (Andreas Höfer),
    - meilleur montage (Jörg Hauschild),
    - meilleure maquilleuse (Grit Kosse, Uta Spikermann).
- 2019 : Deutscher Schauspielpreis 2019 : Prix dans la catégorie meilleure actrice dans un second rôle (Eva Weißenborn)